# Fennicyzacja
Fennicyzacja (finizacja) – proces przyswajania kultury i języka fińskiego.

## Historia
W pewnym stopniu pojęcie fennicyzacji stosuje się również do procesu asymilacji części bałtyjskiej ludności zamieszkującej Kurlandię w drugiej poł. I tysiąclecia n.e., a także lapońskiej w środkowej Finlandii, ale w tych przypadkach chodzi o asymilację z Finami Bałtyckimi jako grupą ludów. Zjawisko to do dzisiaj jest przedmiotem badań archeologów i językoznawców i nie zostało dokładnie poznane. Przypuszcza się, że ludy ugrofińskie już od IV tys. p.n.e. asymilowały przodków współczesnych Saamów, ale inna teoria głosi że obydwie grupy wywodzą się z jednego pnia i dopiero po tysiącach lat nastąpiło ich rozdzielenie.
Po raz pierwszy to zjawisko niewątpliwie pojawiło się w średniowieczu, kiedy część Przesmyku Karelskiego obejmująca okolice dzisiejszego miasta Wyborg (fiń. Viipuri) w 1293 roku została przyłączona do Finlandii, będącej wówczas pod szwedzkim panowaniem. Ludność karelska, która tam mieszkała, stopniowo przyswajała język fiński. Proces ten trwał przez ponad 200 lat.
Fennicyzacja miała również miejsce w Ingrii i części Karelii, które po pokoju stołbowskim w 1617 roku zostały przyłączone do Królestwa Szwecji. Na skutek licznych wojen Ingria była słabo zaludniona i zamieszkiwały ją głównie ugrofińskie ludy Iżorów i Wotów. Wkrótce po zajęciu przez Szwecję Ingria została objęta intensywnym osadnictwem fińskim, a miejscowej prawosławnej ludności narzucono wiarę luterańską; stopniowo przyswajała ona także język fiński. Wielu z nich opuszczało swoje ojczyste ziemie i migrowało do Rosji. Ingria została podzielona na 4 okręgi: Pähkinalinna, Iivaninlinna, Nevanlinna i Kaprio. Nowi osadnicy pochodzili głównie z Savo i Karelii. Ci, którzy wyznawali, bądź przyjęli protestantyzm, mieli dostęp do urzędów i płacili niższe podatki. W 1696 roku Finowie w Ingrii stanowili 74% ludności. Po traktacie w Nystad (fiń. Uusikaupunki) w 1721 roku, kiedy Ingria i Karelia ponownie przeszły w ręce Rosji, asymilacja została spowolniona.
| Okręg        | 1623 | 1641 | 1643 | 1650 | 1656 | 1661 | 1666 | 1671 | 1675 | 1695 |
| ------------ | ---- | ---- | ---- | ---- | ---- | ---- | ---- | ---- | ---- | ---- |
| Iivanlinna   | 5,2  | 24,4 | 26,7 | 31,8 | 26,3 | 38,5 | 38,7 | 29,6 | 31,4 | 46,7 |
| Jaama        | –    | 15,1 | 15,2 | 16,0 | 17,2 | 44,9 | 41,7 | 42,9 | 50,2 | 62,4 |
| Kaprio       | 5,0  | 17,9 | 19,2 | 29,4 | 30,3 | 34,9 | 39,9 | 45,7 | 46,8 | 60,2 |
| Pähkinalinna | 14,7 | 58,5 | 66,2 | 62,5 | 63,1 | 81,0 | 88,5 | 86,0 | 87,8 | 92,5 |
| Ingria       | 7,7  | 35,0 | 39,3 | 41,6 | 41,1 | 53,2 | 55,6 | 59,9 | 61,5 | 71,7 |

Fennicyzacja przybrała największe rozmiary w Finlandii w XIX wieku. Na skutek wielowiekowej zależności tego kraju od Szwecji w Finlandii żyło wielu osadników szwedzkich, a wśród wyższych warstw fińskiego społeczeństwa dominował język szwedzki; język fiński i rodzima kultura, jako właściwe dla niższych, niewykształconych warstw społeczeństwa, były postrzegane jako gorsze, świadczące o niskim pochodzeniu i zacofaniu. Dopiero po przejściu Finlandii pod panowanie rosyjskie w początku XIX w. możliwe stało się uniezależnienie od szwedzkich wpływów kulturowych. Fennicyzacja na szeroką skalę rozpoczęła się na fali odrodzenia narodowego, które nastąpiło w okresie romantyzmu, kiedy to fińscy autorzy, podobnie jak w innych krajach europejskich, zaczęli często czerpać inspirację z kultury ludowej fińskiej. Największe znaczenie dla rozwoju tego zjawiska miała publikacja w 1835 roku fińskiego eposu narodowego „Kalevala” przez Eliasa Lönnrota. Zjawisko odchodzenia od kultury i języka szwedzkiego przypominało odchodzenie od języka polskiego na rzecz litewskiego na Litwie. Fińscy działacze patriotyczni należeli do wyższej szwedzkojęzycznej warstwy i np. członkowie Fińskiego Towarzystwa Literackiego, powołanego w 1831 roku, sprawozdania ze swoich posiedzeń i spotkań zapisywali po szwedzku. Wraz ze zmianą sposobu postrzegania języka fińskiego nastąpiło dążenie do nadania tej mowie statusu języka urzędowego; był to jeden z postulatów ruchu społeczno-politycznego, którego zwolenników określano jako fennomani, a na jego czele stał Johan Vilhelm Snellman. Jego hasło brzmiało: „Szwedami już nie jesteśmy, Rosjanami być nie możemy, bądźmy więc Finami”. Za głoszenie swoich poglądów, które uważano za kontrowersyjne, utracił on posadę na Uniwersytecie Helsińskim i zamieszkał w Kuopio, gdzie mógł dalej kontynuować swoją działalność. Car Rosji popierał dążenia Fennomanów, gdyż zależało mu na rozluźnieniu więzi łączących Wielkie Księstwo Finlandii ze swoim dawnym wrogiem, Szwecją. W 1858 język fiński został wprowadzony jako język urzędowy na terenach, gdzie przeważała ludność mówiąca tym językiem, a w 1863 roku na terenie całego kraju. Część ludności mówiącej po szwedzku wyemigrowała, a część uczyła się języka fińskiego i przyjmowała fińskie nazwiska, co uważano za swój patriotyczny obowiązek. W tym języku upowszechniało się szkolnictwo oraz prasa. W 1886 roku podjęto akcję usuwania szwedzkiego z organów administracji publicznej i wprowadzano dwujęzycznych urzędników. Ten proces następował już wcześniej, ale uznano że odbywa się zbyt powoli, więc przyspieszono go odgórną decyzją. Z czasem zmniejszał się odsetek ludności mówiącej po szwedzku z 14,6% w 1800 roku, 12,9% w 1900, do 11% w 1920 roku, a obecnie stanowi ona 5,4% ludności. Tym tendencjom starało się przeciwstawić Towarzystwo Svecomanów, które było za utrzymaniem uprzywilejowanej pozycji języka szwedzkiego. Uważali, że przynależą do wyższej germańskiej rasy, która przyniosła Finlandii wyższa kulturę i cywilizację, a język fiński traktowali jako obcy element, niemal azjatycki, którego dominacja przyniosłaby krajowi degenerację i upadek gospodarczy. Ich poglądy były odbiciem poglądów niektórych niemieckich pisarzy, filozofów, działaczy politycznych, którzy uważali że należy wspierać „odwieczny germański pochód na wschód”. Czuli się przedstawicielami wyższej aryjskiej rasy, która powinna dominować nad Słowianami i Ugrofinami. Po zrównaniu obydwu języków, ich wpływy zaczęły maleć. Szwedzki zaczęto postrzegać jako język skostniałej burżuazji, a fiński jako nowoczesny i rozwojowy. Ukazanie się powieści Aleksisa Kivi „Siedmiu braci” (fin. Seitsemän veljestä) w 1870 przerwało dominację szwedzkojęzycznej literatury i udowodniło, że język fiński nie stoi w sprzeczności z wyższą kulturą. Coraz bardziej upowszechniał się on w średnim i wyższym szkolnictwie (w 1880 roku na 3500 uczniów liceum, 1300 mówiło po fińsku, w 1900 roku na 8600 już 5200, a w przededniu I wojny światowej już 75%). Oprócz oświaty, pojawił się w sądach, administracji, handlu i na salonach arystokracji. W 1906 roku nowo powstały parlament Eduskunta, uchwalił, że fiński jest głównym językiem w kraju. Dotyczyło to również Wysp Alandzkich, których nazwy miejscowości zapisywano również po fińsku (np. Hammarlanti zamiast szwedzki Hammarland, Saltviikki-Saltvik, Köökari-Kökar). Spory językowe zakończyła uchwała parlamentu z 1921 roku, w której uznano że obydwa języki są oficjalne i mają równe prawa, a Wyspom Alandzkim przyznano szeroką autonomię. Mimo formalnej równości, fiński do dziś pełni naczelną rolę w życiu publicznym, a ludność szwedzkojęzyczna częściowo poddała się wpływom fińskojęzycznej kultury i biegle włada obydwoma językami.
W 1941 roku, gdy znaczna część Republiki Karelii znalazła się pod fińską okupacją, jej gubernator Väinö Kotilainen zaczął prowadzić politykę fennicyzacji tych ziem. Wielu wsiom i miastom nadawano fińskie nazwy, otwierano fińskie szkoły, do których uczęszczała miejscowa ludność. Wówczas ok. 35% populacji miała ugrofińską przynależność etniczną (Finowie, Karelowie, Wepsowie, Estończycy i Iżorowie), których określano jako „swoi ludzie” (heimo). Ludność słowiańska miała być asymilowana z Finami. Propagandową tubę Finlandii stanowiła gazeta „Vapaa Karjala” (Wolna Karelia) i Radio Aunus.

## Fennicyzacja nazwisk
Od XVIII wieku wielu Finów skracało swoje nazwiska i zmieniało je na szwedzkie (np. Törn zamiast Törni, Malm zamiast Malmi), ponieważ ich rodzime odpowiedniki były trudne do wymówienia dla Szwedów. Szczególny na to nacisk kładziono w wojsku. Ta tendencja odwróciła się w drugiej połowie XIX wieku. W 1906 roku fiński pisarz Johannes Linnankoski w setną rocznicę urodzin Johana Snellmana zachęcał Finów do zmiany swoich nazwisk ze szwedzkich na fińskie. W ciągu 1,5 roku zrobiło to 70 tysięcy osób.

## Czasy współczesne
Obecnie zjawisko to również występuje, ale przybiera znacznie mniejsze rozmiary. Dotyczy ono ludności szwedzkojęzycznej mieszkającej na terenie Finlandii i Karelów, którzy wyjeżdżają z Rosji w poszukiwaniu pracy i lepszego życia, a ich populację szacuje się na 200 tysięcy. Mimo że język szwedzki cieszy się licznymi przywilejami, jego rola w życiu publicznym ciągle, choć bardzo powoli, maleje oraz spada liczba osób która się nim posługuje. Po II wojnie światowej nastąpiła migracja ludności fińskiej, która osiedlała się na południowym wybrzeżu, na którym od wieków przeważał język szwedzki. Rozwój przemysłu na południu sprawił, że język fiński uzyskał na większości tych terenów przewagę (jedynie w Tammisaari 83% ludności mówi po szwedzku). Na Wyspach Alandzkich i na zachodnim wybrzeżu proces ten wystąpił w niewielkim stopniu. Ponad 70% szwedzkojęzycznej ludności, mieszkającej w Finlandii biegle posługuje się językiem fińskim. Dotyczy to przede wszystkim terenów o mieszanej ludności i młodszego oraz średniego pokolenia. Obydwie grupy uważa się za jeden naród – Finów, a antagonizmy na tle językowym się praktycznie nie zdarzają.

### Znane zfennicyzowane nazwiska
- Johannes Brofeldt zmienił nazwisko na Juhani Aho
- Tauno Brännäs na Tauno Palo
- Aleksander Filander na Santeri Alkio
- Georg Zacharias Forsman na Yrjö Sakari Yrjö-Koskinen
- Axél Waldemar Gallén na Akseli Gallen-Kallela
- Johan Gustaf Hellstén na Juho Kusti Paasikivi
- Erik Nikolai Järnefelt na Eero Järnefelt
- Armas Einar Leopold Lönnbohm na Eino Leino
- Renqvist na Reenpää
- Heikki Rydman na Heikki Ritavuori
- Alexis Stenvall na Aleksis Kivi
- Carl Johan Ståhlberg na Kaarlo Juho Ståhlberg